# 末森城
末森城（日语：／ Suemori-jō */?）是曾经存在于日本爱知县名古屋市千种区城山町（古尾张国爱知郡鸣海庄末森村）的一座日本城堡（平山城），筑城者为织田信秀。该城曾作为信秀、信胜父子的居城，在信胜死后被废城。又名末盛城。

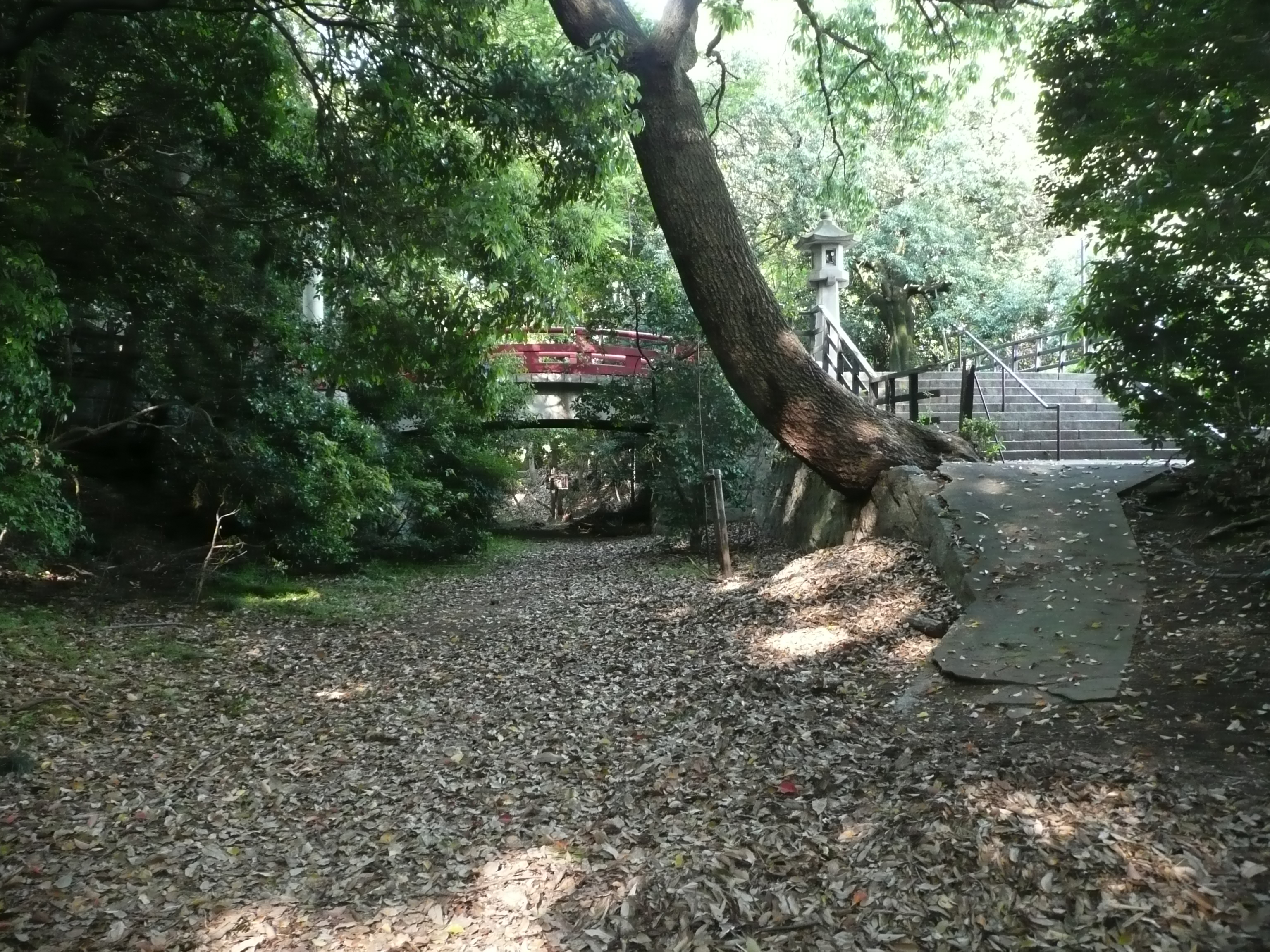
空堀

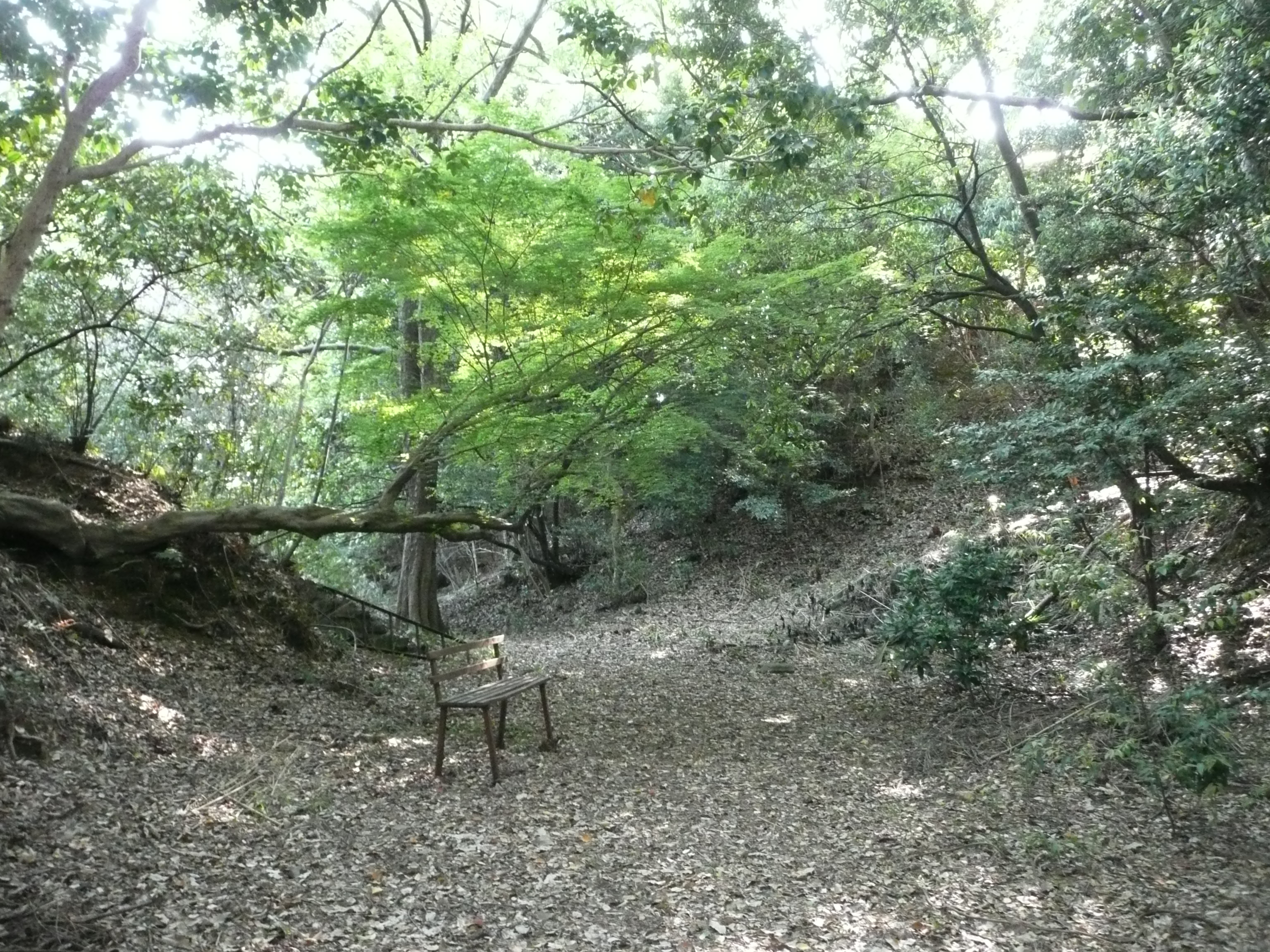
空堀

## 历史
1548年（天文十七年），为防备三河国松平氏和骏河国今川氏等周边势力的侵略，织田氏当主织田信秀在东山丘陵的末端筑造了末森城，与城主为信秀之弟织田信光的守山城相互拱卫，在织田氏领土的东方构筑防线。末森城落成后，信秀将自己的居城由古渡城迁至于此。
1552年（天文二十一年），织田信秀去世，织田氏当主之位由信秀的嫡长子织田信长继承，而末森城城主则由次子织田信胜（信行）继承。
1556年（弘治二年），织田信胜与支持其上位的家臣林秀贞、柴田胜家等人一同举兵对抗兄长织田信长，但在稻生之战中败于信长军，退回末森城固守，信长在末森城的城下町放火，本欲要攻下末森城。但在居于城中的其母土田御前的斡旋下，信胜等人被信长赦免，末森城幸免于难，并仍然归属于信胜。
1558年（永禄元年），织田信胜本欲再度谋反织田信长，但由于柴田胜家向信长告密，信胜阴谋败露，被杀死于清洲城 ，末森城也被信长废城。后来在小牧·长久手之战中，信长之子织田信雄再度修建了末森城，但仅作为临时工事，在信雄与丰臣秀吉单方面议和后即被拆除。
在1553年（天文二十二年），信仰白山大神的城主织田信胜将加贺国的白山比咩神社分灵迎入城中，建立白山神社以供祭拜，直至末森城废城后，附近的人们依旧维持着白山信仰。后来在明治时期，白山神社与附近其他神社被合祀于城山八幡宫 。另外，在末森城的西北山麓本设有织田信秀的灵庙，现在与信胜的灵位一起被供奉在名古屋市千种区四谷通的桃严寺内。

## 构造
末森城是一座东西约180米，南北约150米的平山城，修筑在东山丘陵末端海拔43米的山丘上。筑城者利用地形，在山丘斜面的中部修筑了宽10-16米的空堀 。其中内堀北的虎口，据说有构造上非常罕见的，被称为“三日月堀”的半月圆形马出，但现在已不存在。
现在，末森城还留有7米深的空堀等遗迹。从城内外设施（如马出）的构造可以看出，现有的遗迹是天正十二年（1584年）左右，支配尾张国的织田信长之子织田信雄为防备丰臣秀吉（小牧、长久手之战）而修建的城砦遗迹。

## 现状
本丸遗址是城山八幡宫所管辖的神社区域，二之丸遗址原是由爱知县政府建造的旧昭和塾堂，后来被城山八幡宫买下，建筑物现在被租借给爱知学院大学。城山八幡宫内还立有关于末森城遗址的石碑，保留了“末盛通”这个城名。

## 交通
乘坐名古屋市营地铁东山线，在觉王山站下车后徒步五分钟即可到达末森城址。

## 更多
- 日本城堡列表

## 外部連結
- 城山八幡宮・末森城址 （页面存档备份，存于）　名古屋市公式ウェブサイト
- 城山八幡宮語由緒　沿革　末森城と城山八幡宮 （页面存档备份，存于）　城山八幡宮公式サイト
- 末森城跡 （页面存档备份，存于）　愛知県観光協会